# Nyhetsankorna
Nyhetsankorna var en brunchföreställning på Berns den 11 oktober 2009 med TV4-profilerna Peppe Eng, Malou von Sivers, Lena Smedsaas och Lennart Ekdal. Elisabet Höglund fanns med på affischbilden men hoppade av innan premiären. Profilerna satte upp revyn efter ett lyckat uppträdande på TV4:s firmafest.
I pressreleasen stod att Nyhetsankorna skulle "kasta [sig] respektlöst över samhällsdebatten och det aktuella nyhetsläget".
Jane Magnusson på Dagens Nyheter skrev i en mycket uppmärksammad recension av föreställningen bland annat att "De sjunger, kryper omkring och gör sketcher i ungefär två timmar med paus. Det känns som två år. Efteråt måste jag gå hem och duscha. [...] Malou von Sivers, [iförd] stora byxor, keps och halskedjor, rappar sig igenom de tveklöst mest pinsamma fem minuterna jag upplevt i hela mitt 41-åriga liv. [...] Nyhetsankorna saknar [...] talang, humor, musikalitet, självdistans, scennärvaro, repetitioner, passion, smak, stil, klass och framför allt en broms. Varför tog de inte död på det här för länge sedan, exempelvis vid första repetitionen – när de borde ha förstått att de inte har något att komma med. Men just det ja, 'Nyhetsankorna' har med all tydlighet inte repeterat."
Föreställningen lades ned efter premiären, delvis på grund av Magnussons recension.